# Hypsoblennius paytensis
Hypsoblennius paytensis is een  straalvinnige vissensoort uit de familie van naakte slijmvissen (Blenniidae). De wetenschappelijke naam van de soort is voor het eerst geldig gepubliceerd in 1876 door Steindachner. Hij af aan de soort de naam Blennius (Hypleurochilus) paytensis. De vindplaats van zijn specimen was Payta (Peru).
De soort staat op de Rode Lijst van de IUCN als niet bedreigd, beoordelingsjaar 2007. Ze komt voor van Costa Rica tot Peru in de oostelijke Stille Oceaan.